# Gerlostal
Het Gerlostal is een ongeveer 20 kilometer lang zijdal van het Zillertal. De bij Nederlanders bekende wintersportplaats Gerlos is het grootste dorp.

## Geografie
Het Gerlostal begint bij Zell am Ziller, waar het afbuigt in west-oost-richting. Ten noorden liggen de Kitzbüheler Alpen en ten zuiden de Zillertaler Alpen. Het dal wordt doorsneden door de Gerlosbach, die bij Zell am Ziller in de Ziller uitmondt. Via de Gerlospas (1531 meter) is het Pinzgau in Salzburg te bereiken.
Om vanuit het Zillertal naar het Gerlostal te komen, moet men via een vrij nauwe kloof meer dan 500 meter klimmen. In het midden van het dal ligt Gerlos, op ongeveer 1245 meter hoogte.